# 邁加洛波利斯戰役
邁加洛波利斯戰役（Battle of Megalopolis）發生在前331年，是由亞歷山大大帝的馬其頓攝政安提帕特所率領的馬其頓軍，在邁加洛波利斯附近擊敗斯巴達國王亞基斯三世的一場戰役。

## 經過
在前333年秋季，斯巴達國王亞基斯三世在愛琴海某處與波斯阿契美尼德王朝指揮官法那巴佐斯和奧托弗拉達提斯會面，亞基斯三世像波斯透露他計畫在希臘本土與馬其頓作戰，但波斯僅提供30塔蘭同和10艘戰船給斯巴達，然而但亞基斯設法招募伊蘇斯戰役的希臘僱傭軍倖存者，而這支曾在波斯軍隊服役8,000名戰士經驗豐富，更渴望在戰場上對馬其頓人復仇。並在前331年夏天，亞基斯擊敗馬其頓在伯羅奔尼撒半島的科林斯駐軍司令。
同時，亞歷山大大帝的馬其頓攝政安提帕特前往色雷斯平亂，當安提帕特解決門農的叛亂問題後，回頭對抗亞基斯三世，此時亞歷山大即時送來一大筆財物，讓安提帕特得以招募色薩利人和許多雇傭軍，組成一支人數多達40,000名士兵的大軍，但其中馬其頓人僅占少數，多數士兵是來自北方的蠻族和其他希臘城邦盟友。隨後，安提帕特於前331年親自率兵南下對付斯巴達，並於當年於邁加洛波利斯附近兩軍展開會戰。
戰役一開始，斯巴達國王亞基斯三世率領的22,000名士兵，成功突破安提帕特的陣線，但終究不敵馬其頓在數量上的優勢而潰逃，使馬其頓獲得勝利。這場戰役中斯巴達5,300名陣亡，幾乎是斯巴達軍的四分之一，國王亞基斯三世也在戰場上戰死。而安提帕特方面僅3,500名陣亡，但根據羅馬歷史學家魯夫斯（curtius rufus）記載幾乎九成的士兵都受了傷。

## 戰後
戰後，斯巴達開始尋求和約，但安提帕特要求斯巴達直接與科林斯同盟協談，但最後斯巴達與亞歷山大直接和談，而斯巴達和其盟友賠款120塔蘭同，並強迫斯巴達加入科林斯同盟。